# مسجد دونهوانغ
مسجد دونهوانغ (بالصينية 敦煌清真寺: بالبينيين Dūnhuáng Qīngzhēnsì)، يقع مسجد دونهوانغ في مدينة دونهوانغ التابعة لمقاطعة قانسو في الصين. بنَى المسجد في عهد أسرة مينغ وأُعيد بنائه عام 1917. يتكون المسجد من قاعة رئيسية وقاعتين جانبيتين وغرفة للمعيشة للأئمة.